# Giuseppe Salvatore De Santis
Giuseppe Salvatore De Santis (fl. XX secolo) è stato un magistrato e politico italiano.

## Biografia
Negli anni '30 fu presidente della "Commissione provinciale per l'ammonizione e il confino" di Firenze.
Fu sottosegretario al ministero di Grazia e Giustizia nel governo Badoglio I dal 16 novembre 1943 al 15 febbraio 1944. 
Esercitò di fatto a Brindisi le funzioni di ministro, in quanto il ministro Gaetano Azzariti era rimasto a Roma, occupata dai tedeschi, rifugiato in un convento.